# NŠ Mura
Nogometna šola Mura  (kratica) NŠ Mura je nogometni klub iz Murske Sobote.

## Zgodovina kluba
NŠ Mura je nastala leta 2012, po propadu nekdanje Mure 05. Klub je začel tekmovanja v MNZ Murska Sobota, nato nadaljeval v tretji ligi-vzhod, tekme pa je gostil na stadionu stare Mure, na  Fazaneriji. Vizija novonastalega kluba je bila ponovna uvrstitev v 1. SNL v roku 5-ih let, kar ji je v sezoni 2017/18 tudi uspelo. NŠ Mura je v sezoni 2017/18 v 2.SNL končala na 1.mestu in se tako uvrstila v 1.SNL.

## Stadion
Mura igra svoje tekme na stadionu Fazanerija.Kapaciteta stadiona je za 5.500 gledalcev, od tega
je 3.784 sedišč. Rekord stadiona je 7.000 gledalcev iz leta 2011 proti rivalom iz sosednje Lendave.